# Mariano Gago
Pour les articles homonymes, voir Gago.
José Mariano Rebelo Pires Gago, né le 16 mai 1948 à Lisbonne, où il meurt le 17 avril 2015, est un universitaire et homme politique portugais. Il est ministre de la Science entre 1995 et 2002, puis entre 2005 et 2011.

## Biographie
(août 2019).
Si vous disposez d'ouvrages ou d'articles de référence ou si vous connaissez des sites web de qualité traitant du thème abordé ici, merci de compléter l'article en donnant les références utiles à sa vérifiabilité et en les liant à la section « Notes et références ».

### Études
Licencié en génie électrotechnique de l'Université technique de Lisbonne, il est également titulaire d'un doctorat de physique obtenu à l'Institut supérieur technique (IST) du Portugal.

### Vie professionnelle
Il exerce son métier de chercheur en physique expérimentale des particules élémentaires à l'École polytechnique de Paris, au sein de l'Organisation européenne pour la recherche nucléaire (CERN), à Genève, et au Laboratoire d'instrumentation et de physique expérimentale de particules  (LIP) de Lisbonne.
De plus, il préside l'Institut de la prospective, dont il impulse la création, et le LIP.
En sa qualité de président du Conseil national de la recherche scientifique et technologique (JNICT) entre 1986 et 1989, il est responsable de la mise en place du Plan de mobilisation pour la science au Portugal.
En 2004, il est élu président de l'Initiative for Science in Europe (ISE), une plate-forme qui regroupe les plus grandes sociétés, laboratoires et autres institutions scientifiques européens.
Enfin, il préside l'International Risk Governance Council (IRGC), une fondation internationale pour la gestion des risques publics basée à Genève.

### Activités politiques
Le 28 octobre 1995, il est nommé ministre de la Science et de la Technologie par António Guterres dans son premier gouvernement. Il est reconduit le 25 octobre 1999 dans le second cabinet Guterres.
Au cours de ses deux mandats consécutifs, il dynamise, aussi bien au Portugal avec Ciência Viva, que dans l'Union européenne, les initiatives en faveur de la culture scientifique et technologique.
Durant la présidence portugaise de l'Union, en 2000, il assure la préparation de la stratégie européenne pour la société de l'information, la science et la technologie avec la Commission européenne.
Les socialistes ayant perdu les législatives anticipées du 17 mars 2002, Mariano Gago quitte le gouvernement le 8 avril suivant.
Il y revient cependant le 14 mars 2005, lorsqu'il est nommé ministre de la Science, de la Technologie et de l'Enseignement supérieur par le nouveau Premier ministre José Sócrates. Il est remplacé le 21 juin 2011 par Nuno Crato.

### Décès
Son décès est annoncé le 17 avril 2015, à l'âge de 66 ans, à Lisbonne des suites d'un cancer. De nombreux hommages lui sont rendus par la communauté scientifique et la classe politique : António Guterres parle de la « perte irréparable » d'un « grand et cher ami », tandis que le Premier ministre Pedro Passos Coelho parle de « l'empreinte » qu'il a laissé sur le « système scientifique et technologique national » et de son « rôle pionnier dans le développement du système scientifique portugais ».